# Эйхлер, Здислав
Зди́слав Э́йхлер (пол. Zdzisław Eichler; 18 января 1883, Нешава — 8 июля 1949, Познань) — польский художник, иллюстратор и график, профессор Академии изящных искусств в Познани.

## Биография
Здислав Эйхлер учился живописи в варшавской Школе Рисунковой. В 1903—1904 годах продолжил своё обучение в краковской Академии изящных искусств у профессоров Юзефа Мехоффера и Яна Станиславского. С 1905 года жил в Варшаве, работая как профессиональный художник, иллюстратор и карикатурист (под псевдонимом Гад), преподавал живопись и рисунок в педагогическом семинаре им. Элизы Ожешко, сотрудничал с издательством Якуба Мортковича.
В 1926—1939 годах художник вёл курс рисунка в Народной школе прикладного искусства в Познани. Входил в группу великопольских художников «Пластика». Во время Второй мировой войны Здислав Эйхлер оставался в Варшаве.
С 1945 года художник преподавал рисование и подачу перспективы в Академии изящных искусств в Познани, с 1948 года — профессор. Участник художественных выставок в Варшаве и в Познани. В Познани состоялась в 1950 году его посмертная выставка.
В свободное время Здислав Эйхлер интересовался археологией. Он также сотрудничал с Банком Польши и создавал образцы для государственных облигаций и банкнот (номиналом в 2 злотых от 1936 года и в 10 злотых от 1929 года).
Похоронен на Милостовском кладбище в Познани.